# Marko Kraljević i Ljutica Bogdan
Marko Kraljević i Ljutica Bogdan je srpska narodna epska pesma koja pripada ciklusu pesama o Marku Kraljeviću. Zabeležio ju je Vuk Karadžić, kome je pesmu izrekao njegov omiljeni kazivač, Tešan Podrugović.

## Posebnost unutar ciklusa
Već sam naslov sugeriše, i prilično jasno definiše, da je glavna tema jedna od nezaobilaznih tema internacionalne herojske epike, naime, dvoboj dva znamenita junaka, pri čemu je u glavnom fokusu Marko Kraljević. Međutim, u gustom tkanju izgovorene pa zapisane reči, Podrugović - koji je glavni tvorac standardne i najupečatljivije slike lika Marka Kraljevića koja se odmah nameće svesti svakog čitaoca srpskih epskih pesama ovog ciklusa - izneverava osnovno očekivanje, Markovo neopozivo i nadljudsko junaštvo, što stvara brojne psihološke implikacije glavnih aktera teksta. No, potrebno je napomenuti da uslov ovog izneveravanja počiva upravo na prethodno uspostavljenim normama tipiziranog epskog heroja čije kršenje ne znači i ukidanje važenja same norme, što ovu pesmu čini posebno psihološki zanimljivom i, na svoj način, izuzetkom ovog ciklusa.

## Radnja, tumačenje, likovi
Radnja pesme je smeštena između Kosova i primorja srednjovekovne srpske države. To saznajemo prvenstveno po vremenu za koje se vezuju likovi teksta, i, posredno, po oružju koje koriste. Dakle, u pitanju je prostor koji se mitološki u svesti naroda pripisuje obitavalištu Ljutice Bogdana, bez ikakvih preciznijih geografskih odrednica. Podrugović na scenu najpre izvodi tri srpska vlastelina koji putuju zajedno; najpre "od Prilipa Marka", odnosno, Marka Mrnjavčevića, odnosno, Marka Kraljevića, zatim, Relju od Pazara i, na kraju, Miloša od Pocerja. Razlog putešestvija njih trojice nije naveden, što upućuje na to da nije ni bitan; no, bitno je to što nailaze na zemlju, tačnije, vinograd Ljutice Bogdana, koji se na više mesta u pesmi označava - polisemično - kao "grozni vinograd". Polisemično, jer se može shvatiti u smislu da je užasno veliki, međutim, može značiti i strašno zloslutan, i to 1) s obzirom na razvoj naracije, kao i na to da se 2) epitet vinograda poklapa sa karakterom njegovog vlasnika; no, može značiti i loš, ili, barem, loše održavan vinograd. U zavisnosti od toga koje značenje uzmemo kao osnovno, Reljin postupak lomljenja vinograda biće u većoj ili manjoj meri psihološki opravdiv.
Zatim sledi jedna od osnovnih strategija kvaziobjektivnog narodnog pripovedanja - retrospektivna naracija jednog od glavnih likova. Marko najpre upozorava svoga prijatelja da se mane te radnje i kao razlog navodi svoje iskustvo od pre, za epiku uobičajenih, sedam godina, kada je radio istu stvar. Tom prilikom ga je opazio domaćin, Ljutica Bogdan, i nasrnuo na njega, a najveći srpski epski junak se mimo svakog očekivanja, započinjanja borbe ili, barem, pružanja izvesnog otpora, dao u bekstvo glavom bez obzira, navodeći kao razlog strah. Zatim to kršenje norme dvoboja izaziva i ironijsku destabilizaciju stalnih odrednica vezanih za atribute junaka: naime, Marka u sramnom činu, a ne u dvoboju, spasava njegov konj, označen kao "Šarac od mejdana".
Nastavak dijaloga između Marka i njegovih saputnika prekida pojava Ljutice Bogdana u pratnji dvanaest vojvoda. Marko ostaje psihološki dosledan prethodnom delu pesme, pa s obzirom na novonastalu situaciju, predlaže prijateljima bekstvo. Tada na scenu stupa novi pokušaj uspostavljanja standardne herojske etike, sa kojom se Podrugović sve vreme poigrava, u vidu beseda Miloša od Pocerja, koji kao lik funkcioniše, otprilike, kao dosledni Reljin dvojnik. Miloš naglašava opšte narodno mnjenje kao bitan, možda i presudan, kriterijum - "narod kaže" da su njih trojica najveći srpski junaci i da im, sledstveno takvom kriterijumu, bekstvo nije opcija, a smrt u boju, ma kakva bila, jeste realna i časna opcija. Tada u igru ulazi standardna junačka vrlina - lukavstvo; međutim, u meri u kojoj je Markov lik velikog heroja destabilizovan, u toj meri je i ova vrlina ironijski iskrenuta. Pošto ne uspeva da ih nagovori na bekstvo, Marko Kraljević kako bi iole ostao Marko Kraljević, ni sam ne sme da beži, ali lukavo predlaže saputnicima da podele protivnike i "jedva dočeka" horski odgovor prijatelja da oni za protivnika biraju samog Ljuticu Bogdana, dok on, Marko, treba da se pobrine za dvanaest vojvoda. Ovde se lukavstvo ispoljava u više ravni: Marko bira naoko teži zadatak - da sam udari na dvanaest puta brojnijeg neprijatelja, dok njegovi saborci treba da udare na dva puta malobrojnijeg neprijatelja - međutim, to biva samo naoko, jer je čitaocu, odnosno, slušaocu jasno po navedenoj sintagmi, "jedva dočeka", da Markovo lukavstvo nije tipično lukavstvo junaka u savlađivanju prepreka postavljenim pred njega, kakvo, na primer, ispoljava lik Miloša Vojinovića u Ženidbi Dušanovoj, u sceni sa dvojnicama Roksande devojke, nego lukavstvo koje se bori za lakšu borbenu poziciju iz razloga jedne potpuno ljudske i nimalo junačke slabosti, a to je strah.
Tešan Podrugović, zatim, u svojoj igri gradnje i razgradnje mitsko-epske matrice ponovo uspostavlja standardnu normu dvoboja u kojoj dva glavna heroja savlađuju svoje zadatke istovremeno i sa istom lakoćom, sugerišući na taj način jednaku ili, barem, skoro jednaku snagu glavnih oponenata, pri čemu je ovo ponovno uspostavljanje norme samo gradacioni uvod u glavni dvoboj. No, Tešan na ovom mestu koristi razgradnju standardne matrice kao nastavak gradacije pred kulminaciju. Veli za Marka: "Prepade se kako nikad nije", nakon čega, dosledno, ponovo pomišlja na bekstvo, ali norma je i dalje na snazi, jer se Marko seća zaveta datog prijateljima da, ukoliko se neko od njih nađe u nevolji, ostali su dužni da mu pomognu. Tako, dvoboj ostaje krajnja kulminaciona tačka.
Međutim, kulminacija u pesmi ne biva dvoboj, nego introspektivno otkrivanje do sada sasvim ćutljivog lika Ljutice Bogdana, koji i sam izneverava herojsku logiku pri pogledu na jednako uplašenog Marka "noge mu obamruše", ali Markovo stanje je poznato jedino slušaocu, tj. čitaocu. Tako da kulminacija biva utoliko veća što se izvrgava u antikulminaciju. Ovde logika mitskog ustupa mesto logici ljudskog, dolazi do pomirenja junaka iz straha. Taj Bogdanov predlog Marko, naravno, prihvata kroz formulaciju koja se lajtmotivski ponavlja i biva opet vezana za specifičan vid lukavstva, on "jedva dočeka", ali o razlozima, kao i u slučaju sa svojim saputnicima, opet ćuti.
Sledi gozba pomirenja na kojoj junaci vino "mezete groznim vinogradom", koji sada dobija naročit smisao - sada se polisemija epiteta "grozni" ironijski poništava, jer u prijateljskom mezetluku nema ničeg groznog, ali kršenje norme junčke etike, koje se očituje pojavom straha, ne znači da norma time prestaje da postoji, već da Vukov omiljeni kazivač psihološki prednost daje onom ljudskom.
Iz narednog dijaloga vidimo da je Ljutica Bogdan jednostavniji - u smislu, nije lukav - pa time i dosledniji lik od Marka - u smislu on se ne koleba i ne kalkuliše, već odlučuje i onda se drži i govori u skladu sa donetom odlukom. On Marku veli: "Već te moje oči ne viđele,/ Kako si me danas prepanuo". No, na kraju, sada bez pritiska megdandžijske opasnosti i, što je još važnije, sada kada je lukavstvom uspeo da prevari protivnika koji prvi popušta, pa to sada u razgovoru otvoreno i priznaje, Marko Kraljević daje sebi oduška, opet, kao "običan" čovek a ne mitski heroj, i odgovara Ljutici Bogdanu: "nikada te poželjeti neću". Pesma se završava napomenom kazivača da Marko nastavlja svojim putem a Bogdan ostaje na svom posedu, čime, na umetnički veoma plauzabilan način, Tešan Podrugović nanovo vraća na snagu normu junačke epske etike, čime i završava pesmu, jer nas ta logika podseća da su oba glavna junaka ove pesme časni srpski junaci, dakle, oni koji su na istoj strani, iz čega, naravno, sledi da ne treba međusobno da se bore nego da se poštuju.

## Literatura
- Samardžija, Snežana (2001). Antologija epskih narodnih pesama. Beograd.  86-331-0381-8.
- Lakićević, Dragan (2015). Srpski Homer. Beograd. ISBN 978-86-89613-38-4.